# Stylophora
Cet article concerne le genre de cnidaires (actuel). Pour la classe d'échinodermes (éteinte), voir Stylophora (homalozoa).
Genre
Stylophora est un genre de coraux (cnidaires hexacoralliens) de la famille des Pocilloporidae, très appréciés en aquariophilie pour leurs couleurs vives.

## Liste des espèces
Ce genre comprend les espèces suivantes : 
| Selon World Register of Marine Species (12 janvier 2016) : - Stylophora contorta Ley - Stylophora danae Milne Edwards & Haime, 1850 - Stylophora erythraea Von Marenzeller, 1907 - Stylophora erythrea Von Marenzeller, 1907 - Stylophora flabellata Quelch, 1886 - Stylophora kuehlmanni Scheer & Pillai, 1983 - Stylophora madagascarensis Veron, 2000 - Stylophora mamillata Scheer & Pillai, 1983 - Stylophora pistillata Esper, 1797 - Stylophora subseriata Ehrenberg, 1834 - Stylophora wellsi Scheer, 1964 | Selon ITIS (12 janvier 2016) : - Stylophora kuehlmanni Scheer & Pillai, 1983 - Stylophora mamillata Scheer & Pillai, 1983 - Stylophora mordax Dana, 1846 - Stylophora pistillata Esper, 1797 - Stylophora wellsi Scheer, 1964 |